# Save the Tiger
Save the Tiger är en amerikansk dramafilm från 1973 med Jack Lemmon i den Oscarsbelönade huvudrollen.

## Handling
Handlingen utspelar sig under en och en halv dag av affärsmannen Harry Stoners (Jack Lemmon) liv. Stoner har både personliga och affärsmässiga problem; hans dotter befinner sig långt borta i en dyr schweizisk internatskola eftersom hans känslomässigt alienerade fru (Patricia Smith) fruktar de amerikanska skolorna där barnen skjuter upp horse på toaletterna och hans fabrik för konfektionskläder hotas av skatteskulder han inte kan bli kvitt. Under dagen har han en konferens för inköpare och i desperation agerar han kopplare åt en storkund med exotiska preferenser. Detta visar sig slå tillbaka mot honom själv då kunden drabbas av en hjärtattack. När hans affärspartner chockas över Harrys känslokyla inför denna händelse utbrister han "Han är ingen människa han är en krigsförlust!". Stressen har fått Harrys traumatiska minnen från andra världskriget att bubbla upp till ytan och han är nära sammanbrott när han inför inköparna börjar yra om att han döpte sitt företag till Capri för att det var den platsen han återhämtade sig på under kriget efter att ha deltagit i den blodiga landstigningen vid Anzio. Pressad av skulderna beslutar han sig slutligen för att begå försäkringsbedrägeri genom att betala en professionell mordbrännare att bränna ner hans fabrik. Innan dagen är över har Harry dock hittat en känslomässig lisa i den unga och okunniga hippiekvinnan Myra (Laurie Heineman).